# Дьямутен, Сулейман
Сулейма́н Дьямуте́н (фр. Souleymane Diamoutene; родился 30 января 1983 года, Сикасо, Мали) — малийский футболист, игравший на позиции защитника.

## Карьера
Сулейман Дьямутен начал карьеру на родине в клубе «Джолиба». Оттуда он уехал в Италию, в клуб «Удинезе», где выступал за Примаверу команды. В 2001 году Сулейман перешёл в клуб серии С1, «Луккезе», руководители которого заметили футболиста в товарищеской игре с «Пизой». В составе «Луккезе» он дебютировал на профессиональном уровне. Летом 2003 года Дьямутен стал игроком «Перуджи», где дебютировал в серии А. Здесь же футболист забил первый гол в карьере, поразив ворота «Кьево» в розыгрыше Кубка Италии.
В 2004 году он перешёл в «Лечче», где сразу стал игроком стартового состава. В сезоне 2005/06 Сулейман вместе с клубом вылетел в серию В, но спустя два сезона помог команде вернуться в высший итальянский дивизион. При этом в победном для клуба сезоне 2007/08 Дьямутен вошёл в символическую сборную второго дивизиона по версии главных тренеров команды и стал единственным из игроков, который попал во все выборочные анкеты.
31 января 2009 года Дьямутен был арендован клубом «Рома» за 100 тыс. евро с возможностью выкупа трансфера игрока за 3,15 млн евро. 22 февраля он дебютировал в составе команды в матче с «Сиеной», заменив Жуана. Через три дня Сулейман дебютировал в еврокубках, выйдя на замену в матче Лиги чемпионов с лондонским «Арсеналом». 29 августа Дьямутен отправился во вторую подряд аренду, в клуб «Бари», за который провёл 3 игры.

## Международная карьера
Дьямутен начал международную карьеру в составе сборной до 19 лет, с которой играл на юношеском чемпионате мира. В первой сборной футболист играл на трёх Кубках африканских наций.

## Достижения
- Обладатель Кубка Интертото: 2003